# Ayasofya-moskeen
Ayasofya-moskeen er en tyrkisk moské i Roskilde. Moskeen, der prydes af fem kupler og to minareter, er beliggende i en baggård på Allehelgensgade 11 og blev officielt indviet d. 10. maj 2018.
Forud havde der været moské på samme adresse siden 1989, hvor man havde indrettet sig i et nedlagt autoværksted, men først med Ayasofya-moskeens opførsel fik man en bygning, der var opført som moske.
Moskeen drives af foreningen Roskilde Kulturforening.